# Ignacy Busza
Ignacy Busza (ur. 31 stycznia 1880 w Pogorzeli, zm. 21 sierpnia 1920 w Ostrołęce) – oficer armii niemieckiej, powstaniec wielkopolski, porucznik Wojska Polskiego w II Rzeczypospolitej. Kawaler Orderu Virtuti Militari. Pośmiertnie mianowany kapitanem.

## Życiorys
Urodził się w Pogorzeli w rodzinie Onufrego i Marianny z Andrzejewskich. 
Absolwent seminarium nauczycielskiego. Od 1900 pracował w szkołach powszechnych.
W 1914 wcielony do armii niemieckiej. W jej szeregach walczył na frontach I wojny światowej. W listopadzie 1918 przeniesiony do rezerwy w stopniu podporucznika. 
Jeszcze w tym roku wstąpił do Polskiej Organizacji Wojskowej Zaboru Pruskiego.
W grudniu 1918 zaciągnął się do oddziałów powstańczych i walczył w powstaniu wielkopolskim w powiecie rawickim.
Na czele 2 kompanii 11 pułku strzelców wielkopolskich wziął udział w wojnie polsko-bolszewickiej.
23 lipca 1920 bolszewicy sforsowali Niemen i wdarli się na tyły pułku. Jako dowódca 2 kompanii natknął się niespodziewanie na nieprzyjacielską kolumnę piechoty. Z okrzykiem „Hurra” poderwał kompanię do ataku. Uderzeniem na bagnety rozproszył centrum kolumny, otwierając drogę dla kompanii. 
Zmarł w Ostrołęce w wyniku ciężkich ran. Pośmiertnie odznaczony został Krzyżem Srebrnym Orderu „Virtuti Militari” i awansowany na kapitana.
Pochowany został na cmentarzu parafialnym w Rawiczu. 
Żonaty z Marią Szulczyńską. Dzieci nie miał. 

## Ordery i odznaczenia
- Krzyż Srebrny Orderu Virtuti Militari (nr 2918)[2]
- Krzyż Niepodległości z Mieczami – „za pracę w dziele odzyskania niepodległości”[3]